# Hampala bimaculata
Hampala bimaculata är en fiskart som först beskrevs av Popta, 1905.  Hampala bimaculata ingår i släktet Hampala och familjen karpfiskar. Inga underarter finns listade i Catalogue of Life.